# Rishikul Sanatan College Grounds
Rishikul Sanatan College Grounds – stadion piłkarski w Nasinu na Fidżi. Stadion może pomieścić 1000 osób. Ma powierzchnię trawiastą. 